# 八路军驻湘通讯处旧址
八路军驻湘通讯处旧址又称国民革命军第十八集团军驻湘通讯处，共有两处，位于中国湖南省长沙市和邵阳市。

## 长沙八路军驻湘通讯处旧址
长沙八路军驻湘通讯处旧址位于长沙市蔡锷中路徐祠巷15号。1938年11月长沙文夕大火中通讯处被焚毁。1972年，湖南省人民政府将徐祠巷15号的徐家祠堂旧址确定为八路军驻湘办事处。1975年，长沙市人民政府在旧址上按原貌重修为陈列馆。徐家祠堂占地约460平方米，坐北朝南，砖木结构，二进二层。1983年10月10日被湖南省人民政府公布为第五批湖南省文物保护单位。1997年9月被长沙市委宣传部公布为长沙市爱国主义教育基地。2020年3月，被中共湖南省委宣传部命名为第五批湖南省爱国主义教育基地。

## 邵阳八路军驻湘通讯处旧址
邵阳八路军驻湘通讯处旧址位于邵阳市双清区昭陵西路两路口28号“曾家院子”，占地面积760平方米。现为纪念馆。1985年11月14日邵阳市人民政府公布“八路军驻湘通讯处旧址”为市级文物保护单位，并成立“修复八路军驻湘通讯处旧址筹备小组”，对该“旧址”进行了初期维修。占地760平方米，一正一横两座砖木结构民房，始建于1927年至1928年。1988年底邵阳“八路军驻湘通讯处纪念馆”正式对外开放。1997年5月被邵阳市委宣传部公布为邵阳市爱国主义教育基地。2002年5月19日被湖南省人民政府公布为第七批湖南省文物保护单位。高文华题写“中共湖南省委成立会议会址”。